# Sceloporus subpictus
Sceloporus subpictus är en ödleart som beskrevs av  Lynch och SMITH 1965. Sceloporus subpictus ingår i släktet Sceloporus och familjen Phrynosomatidae. IUCN kategoriserar arten globalt som otillräckligt studerad. Inga underarter finns listade i Catalogue of Life.